# Henryk Grządzielski
Henryk Grządzielski (ur. 15 maja 1954 w Słupsku) – polski polityk, senator I kadencji.

## Życiorys
Ukończył w 2001 studia w Bałtyckiej Wyższej Szkoły Humanistycznej w Koszalinie.
W latach 1975–1985 pracował w Fabryce Maszyn Rolniczych „Agromet-Famarol” w Słupsku. W 1980 wstąpił do „Solidarności”, zasiadał w zarządzie regionu związku. Po wprowadzeniu 13 grudnia 1981 stanu wojennego działał w podziemiu w ramach Okręgowego Komitetu Oporu, wydawał niezależny biuletyn „Solidarność Słupska”. Został zatrzymany, po czym w 1983 w procesie przeciwko niemu oraz Krzysztofowi Szeglowskiemu, Pawłowi Połciowi, Januszowi Ładzinowi, Romanowi Pączkowi i Antoniemu Klejowi oskarżonym o prowadzenie w Słupsku działalności mogącej wywołać niepokoje i rozruchy społeczne godzące w ustrój PRL został skazany na karę 1,5 roku pozbawienia wolności z warunkowym zawieszeniem jej wykonania. W 1985 za zorganizowanie 1 lipca strajku zwolniono go dyscyplinarnie z pracy, następnie w trybie przyspieszonym 3 lipca skazano na karę roku pozbawienia wolności).
W 1989 został senatorem I kadencji z województwa słupskiego. W latach 90. działał w Unii Demokratycznej i Unii Wolności, prowadził także własną działalność gospodarczą. W 2002 został zatrudniony w Wojewódzkim Ośrodku Ruchu Drogowego w Słupsku.
W 2006 opublikował książkę I stało się, poświęconą działalności słupskiej NSZZ „S” w latach 80., w której ujawnił materiały zbierane przez Służbę Bezpieczeństwa (w tym nazwiska osób zarejestrowanych).
Odznaczony Krzyżem Oficerskim Orderu Odrodzenia Polski (2008). W 2015 otrzymał Krzyż Wolności i Solidarności.